# Парень из Колорадо
«Парень из Колорадо» (англ. The Colorado Kid) — роман американского писателя Стивена Кинга, опубликованный 4 октября 2005 года и повествующий об установлении причины смерти и личности «Парня из Колорадо», тело которого было обнаружено утром на пляже. Это первый роман Стивена Кинга в жанре детектива, который также является самым коротким (по количеству страниц) романом автора.
На русском языке роман не издавался в течение 9 лет с момента первой публикации на английском, в сети были доступны переводы С. Думакова и О. Куликовой. Роман в новом переводе В. Вебера был официально опубликован в 2015 году издательством «АСТ» тиражом 30 000 экземпляров.

## Сюжет
90-летний основатель журнала «The Weekly Islander» Винсент (Винс) Тиг и его 65-летний главный редактор Дэвид (Дэйв) Боуи проверяют дедукцию 22-летней стажёрки Стефани Маккэнн относительно их неортодоксальной процедуры получения чаевых. Она впечатляет их тем, что понимает, что руководство ресторана объединяет все чаевые и распределяет их поровну между персоналом, в то время как Тиг и Боуи хотят оставить особенно большие чаевые для официантки Хелен Хафнер, в жизни которой настали трудные времена. После они обсуждают некоторые местные нераскрытые преступления и странности, которые получили распространение в газетах материковой части вплоть до Бостона во время традиционного интереса к подобным историям в канун Хэллоуина. После возвращения в редакцию Стефани спрашивает Тига и Боуи, не сталкивались ли они за всё время существования журнала с настоящей нераскрытой тайной. После этого Тиг и Боуи рассказывают ей историю «Парня из Колорадо», произошедшую 25 лет назад.
Ранним утром 24 апреля 1980 года молодые парень и девушка (Джон Грэвлин и Нэнси Арно) обнаружили на пляже Хэммока прислонённое к мусорному баку тело мужчины без документов и без признаков насилия. Причиной смерти было указано удушье при глотании, поскольку из горла умершего был извлечён большой кусок стейка. Каждая потенциальная зацепка вела к небольшим откровениям, но большим тайнам. Хотя расследование было слегка запутанным, все улики кажутся необъяснимыми — от содержимого желудка умершего после его последнего обеда (которое по времени совпадало с его переправой с материка на Лосиный остров на пароме) до советской монеты в его кармане и пачки сигарет «Winston» (в пачке не хватало одной сигареты, хотя вскрытие показало, что умерший никогда не курил).
В октябре 1981 года, благодаря бдительному следователю-стажёру, заметившему на пачке «Winston» марку налога на сигареты другого штата (не Мэна), неизвестный умерший (окрещённый «Джоном Доу») становится известен как «Парень из Колорадо». Через 2 дня после публикации в газетах статьи о «Парне из Колорадо» с его фотографией в редакцию журнала позвонила его жена и личность умершего была установлена — 42-летний Джеймс Коган из Недерленда (штат Колорадо); он работал художником в рекламном агентстве Денвера, у него не было проблем с деньгами, он не изменял своей жене Арле (с которой он воспитывал 2-летнего сына Майкла), не был наркоманом и не страдал психическим расстройством. Но все были в недоумении относительно того, как и из-за чего он проехал более чем 3000 километров всего за 5 часов между тем, когда его в последний раз видели в Колорадо, и тем, когда его впервые заметили в Мэне, когда в 1980 году ещё не было прямых авиарейсов, чтобы объяснить его быстрое прибытие.
Несмотря на отсутствие чётких доказательств, Тиг и Боуи выдвигают гипотезу, что Джеймс Коган был убит; вероятно, он прилетел в Мэн на зафрахтованном самолёте в условиях неопредёленной, но неотложной чрезвычайной ситуации и имел при себе пачку сигарет с маркой налога штата Колорадо как ключ к разгадке своего происхождения на случай, если ему причинят вред. Хотя Тиг и Боуи поделились со всеми другими нераскрытыми преступлениями и странностями, они держали историю «Парня из Колорадо» в секрете из-за своей веры в то, что газета большого города или глянцевый журнал о путешествиях расскажут эту историю неточно или приукрасят её. Напоследок Тиг говорит Стефани, что хотя они с Боуи были «последними живыми людьми, которые знают всё это», он рад, что она услышала от них историю «Парня из Колорадо».

## Публикация
Роман был опубликован в 2005 году издательством «Hard Case Crime» в виде книги малого формата в мягком переплёте. В 2007 году роман был переиздан в твёрдом переплёте издательством «PS Publishing» ограниченным тиражом в трёх разных вариантах с оформлением, суперобложкой и иллюстрациями трёх разных художников — Эдварда Миллера, Дж. К. Поттера и Гленна Чедборна.

### Публикация на русском языке
1. Кинг, Стивен. Парень из Колорадо : [роман] / Стивен Кинг; [пер. с англ. В. Вебера]. — Москва : АСТ, 2015. — 192 с. — (Темная башня). — ISBN 978-5-17-086481-2.

## Экранизация
Телесериал «Хейвен», выходивший на телеканале «SyFy» с 9 июля 2010 года по 17 декабря 2015 года, основан на сюжете романа «Парень из Колорадо».

## Отсылки к реальным событиям
Некоторые события романа могли быть взяты из реального случая, произошедшего 1 декабря 1948 года в Аделаиде (Австралия), где на пляже Сомертон ранним утром было обнаружено тело неизвестного мужчины без документов. В июле 2022 года имя неизвестного мужчины было установлено, но причина его смерти не установлена по сей день.